# Майслингер, Йоганна
Йоганна Майслингер (нем. Johanna Maislinger; род. 23 октября 1985) — австрийский пилот и инженер.
С 2010 года летала на грузовых самолётах Boeing 777-200F, сначала в качестве первого офицера, и в качестве капитана с 2019 года. В настоящее время работает в немецкой компании по перевозке грузов Aerologic. Наиболее известна как кандидат в космические туристы для полёта на транспортном космическом корабле Союз МС-20.

## Космическая подготовка
В марте 2016 года подала заявку на участие в конкурсе Die Astronautin, целью которого была отправка в космос первой немецкой женщины-астронавта. В декабре того же года выбрана одной из 30 кандидатов, допущенных до очередного этапа. Однако в число финалистов не попала.
В августе 2020 года британский историк космонавтики Тони Куин (Tony Quine) подтвердил информацию о том, что Йоганна Майслингер является одним из двух космических туристов, которые полетят в экспедицию посещения на МКС в декабре 2021 года на корабле «Союз МС-20» по контракту с компанией Space Adventures.

## Личная жизнь
Занимается аэроакрабатикой, полётами на водных самолётах, альпинизмом, хайкингом и верховой ездой.